# Synkope (Sprachwissenschaft)
Unter Synkope versteht man in der Sprachwissenschaft den Prozess des Ausfalls unbetonter Vokale im Inneren eines Wortes bzw. auch das Ergebnis dieses Prozesses (zum Beispiel mittelhochdeutsch angest > neuhochdeutsch Angst). Ausfall am Ende des Wortes nennt man dagegen Apokope. Bei einem Ausfall des zweiten Vokals in einem dreisilbigen Wort spricht man von Mittelsilbenschwund.
Die Synkope dient insbesondere in der Lyrik auch zur Wahrung des Versmaßes, zum Beispiel „goldnem“ statt „goldenem“.
„Nun schwebt von goldnem Haar umwallt / Dein schönes Köpfchen still mir vor …“ (Heinrich Seidel, Glockenspiel)
Die Synkopierung von Vokalen ist in vielen Fällen mit weiteren Folgen verbunden und führt in den benachbarten Silben unter Umständen zu einem Lautwandel. So steht etwa das lange [oː] in Polen im Kontrast zum kurzen [ɔ] in polnisch.
Die Auslassung metrischer Elemente im Vers wird im Gegensatz zu dieser Auslassung von Vokalen als metrische Synkope bezeichnet.